# Ehsan Daxa
Ehsan Daxa (arabe : احسان دقسا ; hébreu : אחסאן דקסה) né le 19 février 1983 à Daliat el Karmel en Israël et mort au combat le 20 octobre 2024 à Jabaliya en Palestine, est un colonel druze de l'armée israélienne, et commandant de la 401e brigade blindée des forces de défense israéliennes. 
Tué à l'âge de 41 ans par une explosion lors du siège du nord de Gaza, pendant la guerre à Gaza, il est considéré comme l'officier le plus haut gradé mort au combat depuis le début de la guerre,,.

## Biographie
Daxa est né et a grandi dans la ville druze de Daliyat al-Karmel. Il s'enrôle dans les forces de défense israéliennes en 2001, rejoignant la 7e division blindée. Pendant la guerre du Liban de 2006, il sert comme commandant de compagnie dans le 75e bataillon de la 7e brigade. Daxa est blessé dans la bataille d'Ayta ash-Sha'b en août 2006.
En 2024, Daxa est nommé commandant de la 401e brigade. Il est tué par l'explosion de son char ayant heurté un engin piégé à Jabaliya dans le nord de la bande de Gaza, pendant la guerre à Gaza, le 20 octobre 2024. Enterré à Daliyat al-Karmel le lendemain, Meir Biderman le remplace comme commandant par intérim de l'unité blindée.

## Vie privée
Daxa était marié et avait trois enfants.